# Philippe Morin (football)
Pour les articles homonymes, voir Philippe Morin et Morin.
Philippe Morin, né le 28 mars 1962 à Lamballe, est un footballeur français évoluant au poste d'attaquant et qui a principalement joué sous les couleurs du Stade rennais et du FC Sochaux-Montbéliard.

## Carrière
Après avoir évolué au Stade briochin, Philippe Morin passe professionnel au Stade rennais, avec lequel il débute en deuxième division le 14 août 1980 contre l'US Nœux-les-Mines. Il gagne alors rapidement en temps de jeu, au point de finir sa première saison avec le statut de titulaire au poste d'avant-centre. Les saisons suivantes, il se décale sur le côté droit de l'attaque,, François M'Pelé puis Vicky Peretz occupant alors le centre. À l'issue de la saison 1982-1983, le Stade rennais est sacré champion de France de D2 et monte en D1. Dans l'élite, Morin conserve sa place de titulaire malgré la concurrence de l'international polonais Mazur, mais le club rennais redescend immédiatement. À l'issue d'une ultime saison de D2 qui permet de nouveau au Stade rennais de monter en D1, Morin quitte le club.
À l'été 1985, Morin, qui compte déjà près de 150 matchs professionnels malgré ses 23 ans, rejoint l'ambitieux RC Paris de Jean-Luc Lagardère, qui cherche également à retourner en D1. Objectif rempli, le club parisien étant sacré champion de France de D2. Morin effectue une saison moyenne, avec 26 matchs de championnat disputés, mais pour 16 titularisations seulement. En même temps que le Racing, Morin monte en D1... mais pour y rejoindre le FC Sochaux-Montbéliard.
En Franche-Comté, Philippe Morin forme une paire d'attaque efficace avec l'international Stéphane Paille. La première saison se solde par une descente en D2, mais la seconde sera marquée par un bel exploit des Francs-Comtois. Vice-champions de France de D2, les Sochaliens parviennent en finale de la Coupe de France après avoir éliminé pas moins de quatre formations de Division 1, soit une à chaque tour depuis les seizièmes de finale. Au Parc des Princes, c'est une cinquième formation de D1, le FC Metz, qui met fin au rêve sochalien au terme de l'épreuve des tirs au but (1 - 1 a.p., 4 - 5 t.a.b.). 
De retour en D1 après cette aventure, Morin verra son temps de jeu diminuer régulièrement jusqu'à ne plus jouer que deux matchs en 1990-1991>. À cette date, il termine sa carrière professionnelle en jouant une ultime saison de D2 à Guingamp, dans son département natal.

## Palmarès
- Champion de France de Division 2 en 1983 avec le Stade rennais et en 1986 avec le RC Paris
- Finaliste de la Coupe de France en 1988 avec le FC Sochaux
- Vice-champion de France de Division 2 en 1988 avec le FC Sochaux